# Johan Weyts
Johan Weyts (Mechelen, 9 juni 1939 – Brugge, 20 mei 2021) was een Belgisch senator, Vlaams volksvertegenwoordiger en advocaat.

## Levensloop
Weyts was een van de vijf kinderen van letterkundige Staf Weyts en Maria-Louisa Van der Poel. Hij was getrouwd met Katheline Verkinderen en ze kregen vier zoons en een dochter.
Na de Latijn-Griekse humaniora aan het Sint-Lodewijkscollege in Brugge behaalde hij de kandidatuur in de Wijsbegeerte en Letteren aan de Katholieke Universiteit Leuven en het doctoraat in de rechten van de Rijksuniversiteit Gent. Hij werd advocaat aan de balie van Brugge in 1966 en werd ereadvocaat op 1 januari 2011.
Weyts leed onder een moeilijke levensavond, ook al bleef hij geestelijk helder. Hij overleed op 81-jarige leeftijd. De uitvaart vond plaats in familiekring in de kerk van de parochiekerk Sint-Jacob de Meerdere van Hoeke.

## Politicus
Weyts werd in 1971 voor de CVP gemeenteraadslid van de stad Brugge en bleef dit tot in 1995, toen hij ontslag nam wegens de onverenigbaarheid met de functie van gemeenschapssenator.
Van 1987 tot 1995 zetelde hij in de Senaat als rechtstreeks gekozen senator voor het arrondissement Brugge. Door het toen bestaande dubbelmandaat was hij van 1988 tot 1995 ook lid van de Vlaamse Raad. Daarna was hij van 1995 tot 2004 lid van het Vlaams Parlement. Tevens werd hij van 1995 tot 1999 aangewezen als gemeenschapssenator.
Ingevolge zijn mandaat als parlementslid was hij van 1992 tot 1995 en van 1999 tot 2003 plaatsvervangend afgevaardigde van de Raadgevende Interparlementaire Beneluxraad en van 1995 tot 1999 plaatsvervangend lid van de Parlementaire Assemblee van de Raad van Europa en van de Assemblee van de West-Europese Unie.
Als lid van de Assemblee van de West-Europese Unie ondernam hij in juli 1999 een studiereis op uitnodiging van het Pentagon om doorheen de Verenigde Staten en Canada de centra voor de ruimtevaart te bezoeken. Hij bezocht ook de centra voor de ruimtevaart in Rusland.
Hij behoorde ook tot de eerste Europese parlementaire delegatie die een studiereis maakte naar Israël en de onafhankelijke Palestijnse gebieden. Hij maakte ook studiereizen in Cyprus, Griekenland en Turkije.
In het kader van de Raad van Europa was hij voorzitter van de Subcommissie voor het Sociaal Charter in Europa, een afdeling van de Commissie voor Sociale Zaken. In die hoedanigheid organiseerde hij in Boekarest (Roemenië), in het paleis van de gewezen communistische dictator Ceaușescu, het eerste congres van de vakbonden en het nieuwe patronaat uit de gewezen communistische landen van het Oostblok.
Omdat hij ondervoorzitter werd van het Comité tegen het Stemrecht voor Vreemdelingen, dat beschouwd werd als een mantelorganisatie van het Vlaams Blok, en daarmee inging tegen de partijlijn, werd Weyts in januari 2004 uit de CD&V-fractie van het Vlaams Parlement gezet. Nadat hij ontslag nam uit comité, werd hij niet uit de partij gezet en half april 2004 werd hij opnieuw lid van de CD&V-fractie in het Vlaams Parlement.

## Andere activiteiten
Van 1973 tot 2012 was hij hoofdman van de Sint-Sebastiaansgilde van Sint-Kruis en vanaf 1988 was hij Europees voorzitter van het International Comittee for a Free Vietnam.

## Publicaties
- Mensen van bij ons, Brugge, 1991
- In het spoor van Karel de Stoute. Vrije archiers te Sint-Kruis, Brugge, 2009